# Anna Basener

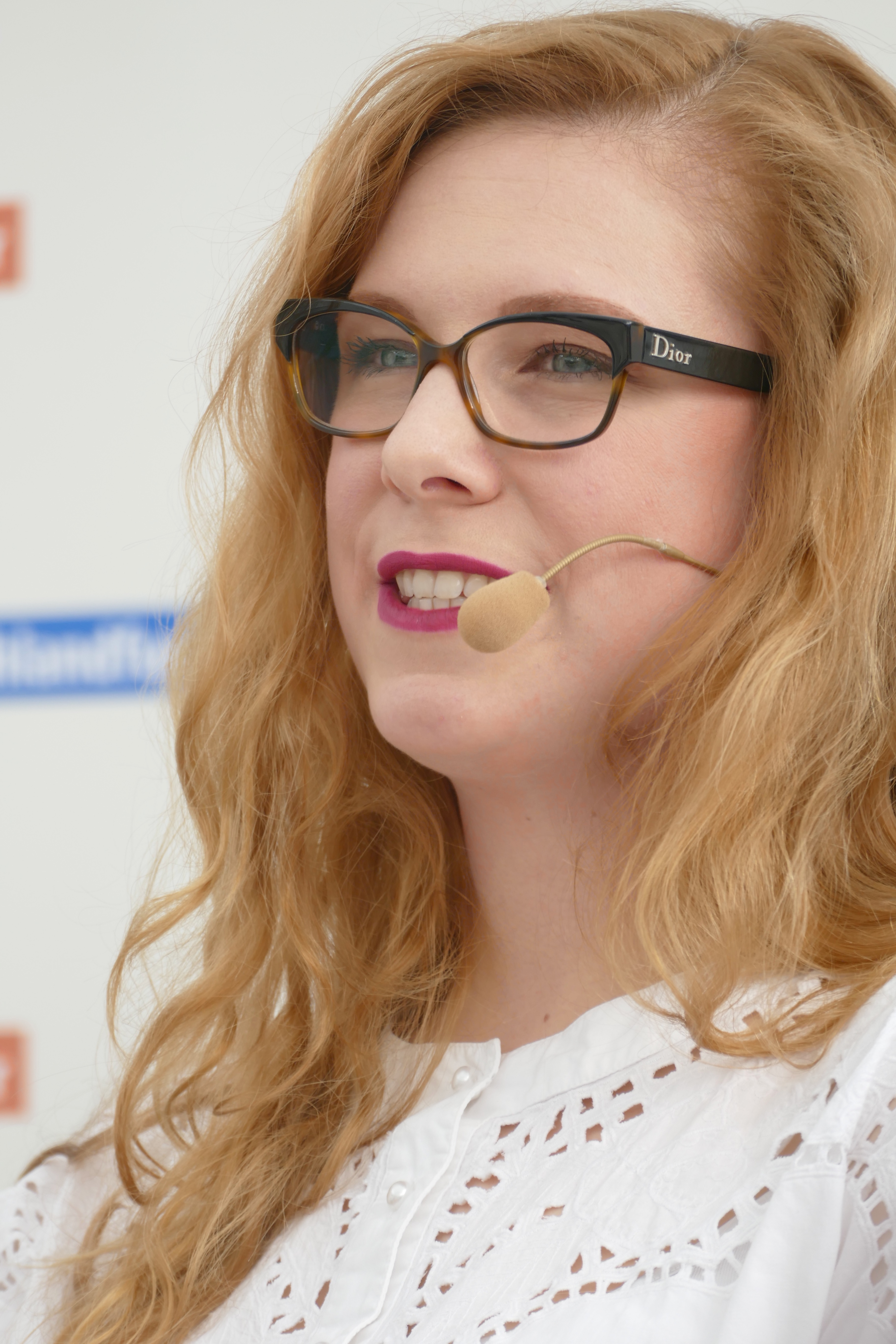
Anna Basener auf der Leipziger Buchmesse (2017)

Anna Basener, auch bekannt unter den Pseudonymen Catharina Chrysander, Katja von Seeberg und Jack Slade, (* 1983 in Essen) ist eine deutsche Schriftstellerin.

## Leben und Werk
Anna Basener studierte Kulturwissenschaften und ästhetische Praxis an der Universität Hildesheim. Die Studiengebühren finanzierte sie durch das Schreiben von Heftromanen für den Bastei Verlag. 2010 erschien mit ihrem Ratgeber Heftromane schreiben und veröffentlichen das erste Buch zum Schreiben von Romanheften, ein Leitfaden zum Verfassen von Liebesromanen, der laut Deutschlandfunk als Standardwerk gelte. Die Wochenzeitung Die Zeit nannte Basener „die erfolgreichste deutsche Groschenromanautorin“. Sie publizierte vor allem unter dem Pseudonym Catharina Chrysander Groschenromane in den Genres Adel und Heimat – sowie einen Sexwestern als „Jack Slade“. 2013 erschien mit dem Fürstenroman Nr. 2429 Die Musik ist mein Leben ihr letzter Groschenroman.
Durch einen Artikel im Vice-Magazin über ihr Leben als Heftromanautorin wurde Audible auf Basener aufmerksam und beauftragte sie mit der Konzeption einer Hörspielserie, die 2016 unter dem Titel Be My Match veröffentlicht wurde. In der Regie von Johanna Steiner fanden die Hörspielaufnahmen nicht im Studio, sondern an Originalschauplätzen statt. Es befasst sich mit den Themenfeldern Online-Dating und Reality-TV. Anna Baseners Romandebüt Als die Omma den Huren noch Taubensuppe kochte erschien 2017 im Eichborn Verlag und hatte im Februar 2019 als musikalische Komödie am Schauspiel Dortmund seine Uraufführung. Adolf Winkelmann sicherte sich die Filmrechte.
Anna Baseners zweites Buch, Schund und Sühne, erschien 2019. Es spielt in der Welt der Adels und kontrastiert Kitsch und Popliteratur. Im Jahr 2019 veröffentlichte Audible das Original-Hörspiel Die juten Sitten, das das Berlin der Weimarer Republik aus der Perspektive von Huren beleuchtet. 2020 erschien mit Kaiserwetter in der Gosse als Hörspielreihen-Staffel 2 ein Prequel dazu, das in der Nazizeit spielt und retrospektiv die frühe Biografie von Puffmutter Minna in der Kaiserzeit erzählt. In der Hörspielinszenierung von Anja Herrenbrück sprach Basener darüber hinaus die Rolle der Fanny. Beide Bücher wurden zwischenzeitlich auch als Romane im Goldmann Verlag veröffentlicht.

## Preise und Auszeichnungen
Ihre Kurzgeschichte Herz aus Milch war unter den besten des MDR-Literaturwettbewerbs 2015 und ist in der Anthologie Schnee im August erschienen. Im April 2018 wurde Anna Basener für ihren Roman Als die Omma den Huren noch Taubensuppe kochte mit dem Putlitzer Preis ausgezeichnet. Zuvor hatte sie dafür auf der Leipziger Buchmesse den Preis Ungewöhnlichster Buchtitel des Jahres erhalten.

## Veröffentlichungen

### Bücher
- Schund und Sühne. Eichborn, Köln, 2019. ISBN 978-3-8479-0653-7.
- Als die Omma den Huren noch Taubensuppe kochte. Eichborn, Köln 2017. ISBN 978-3-8479-0625-4.
- Heftromane schreiben und veröffentlichen. Autorenhaus Verlag, Berlin 2010. ISBN 978-3-86671-074-0.

### Hörspiele
- Die juten Sitten – Kaiserwetter in der Gosse. Audible, Berlin 2021.
- Die juten Sitten. Audible, Berlin 2019.
- Be My Match. Audible, Berlin 2016.

### Essays
- Warum du dich lieber an Huren als an Barbies orientieren solltest. NEON Magazin 8_2017, Hamburg 2017.[14]
- Herzblut. Business Punk 6_2014, Hamburg 2014.
- Ohrfeige der Gefühle. Vice.de, Berlin 2014.[15]
- Heilung der Herzen. Vice magazine, Volume 9 Issue 7, Berlin 2013.[16]

### Heftromane
- Musik ist mein Leben. Fürsten-Roman Band 2429. Bastei Verlag, Köln 2013.
- Nachhilfe in Sachen Liebe. Fürsten-Roman Band 2408. Bastei Verlag, Köln 2013.
- Stadt der Elfen. Mystery Band 344. CORA Verlag, Hamburg 2013.
- Prinzessin Simonas schwere Entscheidung. Fürsten-Roman Band 2391. Bastei Verlag, Köln 2013.
- Maskenball der Gefühle. Fürsten-Roman Band 2378. Bastei Verlag, Köln 2012.
- Der Ruf der Berge. Alpengold Band 125. Bastei Verlag, Köln 2012.
- Lassiter und die Zarentochter. Lassiter Band 2091. Bastei Verlag, Köln 2012.
- Wildererblut und Mädchenträume. Alpengold Band 82. Bastei Verlag, Köln 2011.
- Die Liebe kam nach Grevenglut. Fürsten-Roman Band 2239. Bastei Verlag, Köln 2010.
- Eine Hochzeit ohne Liebe – nein danke! Fürsten-Roman Band 2167. Bastei Verlag, Bergisch Gladbach 2008.